# КК Бнеи Херцлија
КК Бнеи Херцлија (енгл. Bnei Herzliya) је израелски кошаркашки клуб из Херцлије. Тренутно се такмичи у Суперлиги Израела.

## Историја
Клуб је основан 2002. под именом Бнеи Хашарон, спајањем два клуба Макаби Ранане и Бнеи Херцлије. Такмичио се под тим именом до 2013. када клуб враћа старо име угашеног клуба Бнеи Херцлија.
Два пута су заузели треће место у Суперлиги Израела. У Купу Израела су пет пута стизали до финала, два пута су били освајачи, док су три пута поражени.

## Успеси
- Суперлига Израела
  - Трећепласирани (2) :  2004, 2008.

- Куп Израела
  - Освајач (2) :  1995, 2022.
  - Финалиста (3) :  2005, 2007, 2010.

## Познатији играчи
- Мејсио Бастон
- Брајант Данстон
- Милтон Паласио
- Гај Пнини
- Шон Џејмс